# 誠和企画
株式会社誠和企画（せいわきかく、英: Seiwa Kikaku）は、東京都に本社を置く不動産会社。東京ディズニーリゾートのエンターテインメントプログラムの運営業務も行っている。

## 概要
東京ディズニーランドの開園に合わせて1983年（昭和58年）6月に設立された。開園当時よりショー、パレードのエンターテインメントプログラムの運営業務を行っている。なお、運営のほか、ショーやパレードに出演する出演者の派遣を行っている。

## 本社・事業所

### 本社
- 所在地：東京都新宿区西新宿八丁目12番1号（サンパレス新宿12F）

### 浦安事業所
- 所在地：千葉県浦安市猫実四丁目18番27号（レドンド・ビルⅡ 401号）